# Polen op de Olympische Zomerspelen 1932
Polen nam deel aan de Olympische Zomerspelen 1932 in Los Angeles, Verenigde Staten. Nadat vier jaar eerder voor het eerst goud werd gewonnen, werd dat nu keer zelfs twee keer gedaan. Dit was goed voor de veertiende plaats in het medailleklassement.

## Medailleoverzicht
| Sport    | Olympiër                                                                                           | Onderdeel        | Medaille |
| -------- | -------------------------------------------------------------------------------------------------- | ---------------- | -------- |
| Atletiek | Janusz Kusociński                                                                                  | 10000m (m)       | Goud     |
| Atletiek | Stanisława Walasiewicz                                                                             | 100m (v)         | Goud     |
| Roeien   | Jerzy Braun Janusz Ślązak Jerzy Skolimowski                                                        | twee-met (m)     | Zilver   |
| Atletiek | Jadwiga Wajsówna                                                                                   | discuswerpen (v) | Brons    |
| Roeien   | Henryk Budziński Jan Mikołajczak                                                                   | twee-zonder (m)  | Brons    |
| Roeien   | Jerzy Braun Janusz Ślązak Stanisław Urban Edward Kobyliński Jerzy Skolimowski                      | vier-met (m)     | Brons    |
| Schermen | Tadeusz Friedrich Marian Suski Władysław Dobrowolski Władysław Segda Adam Papée Leszek Lubicz-Nycz | sabel team (m)   | Brons    |

## Deelnemers en resultaten

### Atletiek
| Olympiër               | Onderdeel        | Resultaat | Prestatie |
| ---------------------- | ---------------- | --------- | --- |
| Klemens Biniakowski    | 1500m (m)        | DNS       | serie 1: niet gestart |
| Klemens Biniakowski    | 5000m (m)        | DNS       | niet gestart |
| Klemens Biniakowski    | 10000m (m)       | Goud      | 30.11,4 |
| Jerzy Pławczyk         | hoogspringen (m) | 7e        | 1,90m |
| Zygmunt Heljasz        | kogelstoten (m)  | 9e        | 14,800m |
| Zygmunt Heljasz        | discuswerpen (m) | 13e       | 42,59m |
| Zygmunt Siedlecki      | tienkamp (m)     | DNF       | 100m: 10de in 11,6 verspringen: 12de met 6,49m kogelstoten: 5de met 13,56m hoogspringen: 6de met 1,70m 400m: 9de in 53,8 110m horden: 10de in 17,0 discuswerpen: 8ste met 39,05m polsstokhoogspringen: 13de met 3,00m speerwerpen: niet gestart |
|                        |                  |           | |
| Stanisława Walasiewicz | 100m (v)         | Goud      | serie 2: 1ste in 11,9 halve finale 2: 1ste in 11,9 (WR) finale: 1ste in 11,9 (WR) |
| Felicja Schabińska     | 80m horden (v)   | 8e        | serie 2: 4de in 12,8 |
| Jadwiga Wajs           | discuswerpen (v) | Brons     | 38,74m |
| Stanisława Walasiewicz | discuswerpen (v) | 6e        | 33,60m |
| Stanisława Walasiewicz | speerwerpen (v)  | DNS       | niet gestart |

### Roeien
| Olympiër                                                                      | Onderdeel       | Resultaat | Prestatie                                     |
| ----------------------------------------------------------------------------- | --------------- | --------- | --------------------------------------------- |
| Henryk Budziński Jan Mikołajczak                                              | twee-zonder (m) | Brons     | serie 1: 1ste in 7.53,4 finale: 3de in 8.08,2 |
| Jerzy Braun Janusz Ślązak Jerzy Skolimowski                                   | twee-met (m)    | Zilver    | 8.31,2                                        |
| Jerzy Braun Janusz Ślązak Stanisław Urban Edward Kobyliński Jerzy Skolimowski | vier-met (m)    | Brons     | serie 2: 1ste in 7.04,2 finale: 3de in 7.26,8 |

### Schermen
| Olympiër                                                                                           | Onderdeel      | Resultaat | Prestatie |
| -------------------------------------------------------------------------------------------------- | -------------- | --------- | --- |
| Leszek Lubicz-Nycz                                                                                 | sabel (m)      | 13e       | 1ste ronde groep 3: 5de V van FRA Gardère: 1-5 G van HUN Piller G van ITA De Vecchi W van MEX Haro: 5-4 W van ARG Merlo: 5-4 W van NED de Jong: 5-1 W van DEN Leidersdorff: 5-3 V van USA Huffman: 2-5 halve finale 1: 7de V van HUN Kabos: 2-5 V van HUN Petschauer: 2-5 V van USA Huffman: 3-5 V van DEN Osiier: 2-5 V van ITA De Vecchi: 3-5 V van FRA Gardère: 4-5 W van POL Papée: 5-3 W van MEX Valero: 5-2 |
| Adam Papée                                                                                         | sabel (m)      | 15e       | 1ste ronde groep 2: 5de V van HUN Kabos: 3-5 V van USA Armitage: 2-5 G van GER Casmir W van ITA Salafia: 5-1 W van DEN Bloch: 5-1 W van BEL de Bourguignon: 5-2 V van MEX Valero: 2-5 halve finale 1: 8ste V van HUN Kabos: 3-5 W van HUN Petschauer: 5-4 V van USA Huffman: 1-5 V van DEN Osiier: 4-5 V van ITA De Vecchi: 2-5 V van FRA Gardère: 4-5 V van POL Lubicz-Nycz: 3-5 W van MEX Valero: 5-2           |
| Władysław Segda                                                                                    | sabel (m)      | 18e       | 1ste ronde groep 1: 6de V van HUN Petschauer: 3-5 V van ITA Gaudini: 3-5 V van USA Bruder: 2-5 W van DEN Osiier: 5-3 W van FRA Piot: 5-3 G van MEX Delgadillo W van CAN Farrell: 5-2 halve finale 2: 9de V van ITA Gaudini: 1-5 |
| Tadeusz Friedrich Marian Suski Władysław Dobrowolski Władysław Segda Adam Papée Leszek Lubicz-Nycz | sabel team (m) | Brons     | 1ste ronde groep 2: 3de W van Denemarken: 9-5 W van Mexico: 10-6 finale: 3de V van Hongarije: 1-9 V van Italië: 1-9 G van Verenigde Staten: 8-8 |

Argentinië · Australië · België · Brazilië · Brits-Indië · Canada · Colombia · Denemarken · Duitsland · Estland · Filipijnen · Finland · Frankrijk · Griekenland · Groot-Brittannië · Haïti · Hongarije · Ierland · Italië · Japan · Joegoslavië · Letland · Mexico · Nederland · Nieuw-Zeeland · Noorwegen · Oostenrijk · Polen · Portugal · Republiek China · Spanje · Tsjecho-Slowakije · Uruguay · Verenigde Staten · Zuid-Afrika · Zweden · Zwitserland